# Grupo Desportivo Estrela Vermelha
El Grupo Desportivo Estrela Vermelha de Maputo és un club de futbol de la ciutat de Maputo, Moçambic.

## Palmarès
- Copa moçambiquesa de futbol:[1]
  - finalista 1986